# Lulu (альбом)
Lulu — совместный альбом гитариста и вокалиста Лу Рида, бывшего музыканта The Velvet Underground, и метал-группы Metallica. Релиз альбома в мире состоялся 31 октября 2011 года и 1 ноября в Северной Америке. Релиз сингла «The View» состоялся 27 сентября 2011 года. 12 октября 2011 года на официальном канале появился трейлер совместного альбома. Является последним полноценным студийным проектом, в котором Рид участвовал до своей смерти в октябре 2013 года.

## Список композиций
CD1
1. Brandenburg Gate — (4:19)
2. The View — (5:17)
3. Pumping Blood — (7:24)
4. Mistress Dread — (6:52)
5. Iced Honey — (4:36)
6. Cheat On Me — (11:26)

CD2
1. Frustration — (8:33)
2. Little Dog — (8:01)
3. Dragon — (11:08)
4. Junior Dad — (19:28)

## Участники записи

### Metallica и Лу Рид
- Лу Рид —вокал, ритм-гитара, континуум
- Джеймс Хэтфилд — вокал, бэк-вокал, ритм-гитара, соло-гитара («Junior Dad»)
- Кирк Хэммет — соло-гитара
- Роберт Трухильо — бас-гитара
- Ларс Ульрих — ударные

### Приглашённые участники
- Sarth Calhoun — клавишные
- Jenny Scheinman — скрипка, альт, струнные аранжировки
- Gabe Witcher, Megan Gould, Ron Lawrence — скрипка
- Marika Hughes — виолончель
- Ulrich Maiss — виолончель (7, 8)
- Jessica Troy — виолончель (10)
- Rob Wasserman — электрический контрабас (10)

### Технический персонал
- Антон Корбейн — дизайн и обложка альбома
- Грег Фиделман — продюсер, микширование
- Metallica — продюсер
- Лу Рид — продюсер
- Хол Уилнер — продюсер